# Inwazja na Gozo (1551)
Inwazja na Gozo miała miejsce w lipcu 1551 roku, i została przeprowadzona przez Turków osmańskich przeciwko wyspie Gozo, po nieudanej próbie zdobycia pobliskiej Malty 18 lipca 1551 roku.

## Atak

Wyspa Gozo (kolor czerwony), obok Malta.

### Malta
Dowódcą floty tureckiej był Sinan Pasza, wspomagany przez Salaha Reisa i Turguta Reisa. Turcy początkowo wylądowali na Malcie, w porcie Marsamxett, i siłami 10 000 ludzi pomaszerowali na Birgu i Fort Saint Angelo. Zorientowali się jednakże, że są one za dobrze ufortyfikowane, aby można było je łatwo zdobyć. Skierowali więc swoje kroki na Mdinę, plądrując i paląc wioski po drodze. W międzyczasie, rycerze Zakonu w Mdinie, pod wodzą Fra Villeganion, poprosili mieszkańców okolicznych wsi, aby schronili się w mieście i pomogli je obronić. Kiedy napastnicy przybyli pod mury Mdiny, napotkali olbrzymią załogę broniącą miasta. Zrezygnowali więc z pierwotnego planu zaatakowania miasta, nie chcąc prowadzić długiego oblężenia. W tym czasie flota, która przybyła z pomocą, zaatakowała tureckie okręty zakotwiczone w Marsamxett.

### Gozo
Napastnicy zdecydowali się więc zaatakować pobliską wyspę Gozo, będącą pod dowództwem gubernatora Gelatiana de Sessa. Po kilku dniach ostrzeliwania, de Sessa spróbował negocjować z Sinan Paszą, jednakże ten odrzucił warunki. Kilka dni później Cittadella skapitulowała. Około 300 obrońcom udało się uciec i ukryć przed Turkami. Pozostałe 5000–6000 osób, wraz z de Sessą oraz rycerzami Zakonu, zostało w dniu 30 lipca wzięte do niewoli. Skończyli oni jako niewolnicy, sprzedani do Trypolisu. Turcy oszczędzili jedynie jednego mnicha i czterdziestu starych mieszkańców Gozo.

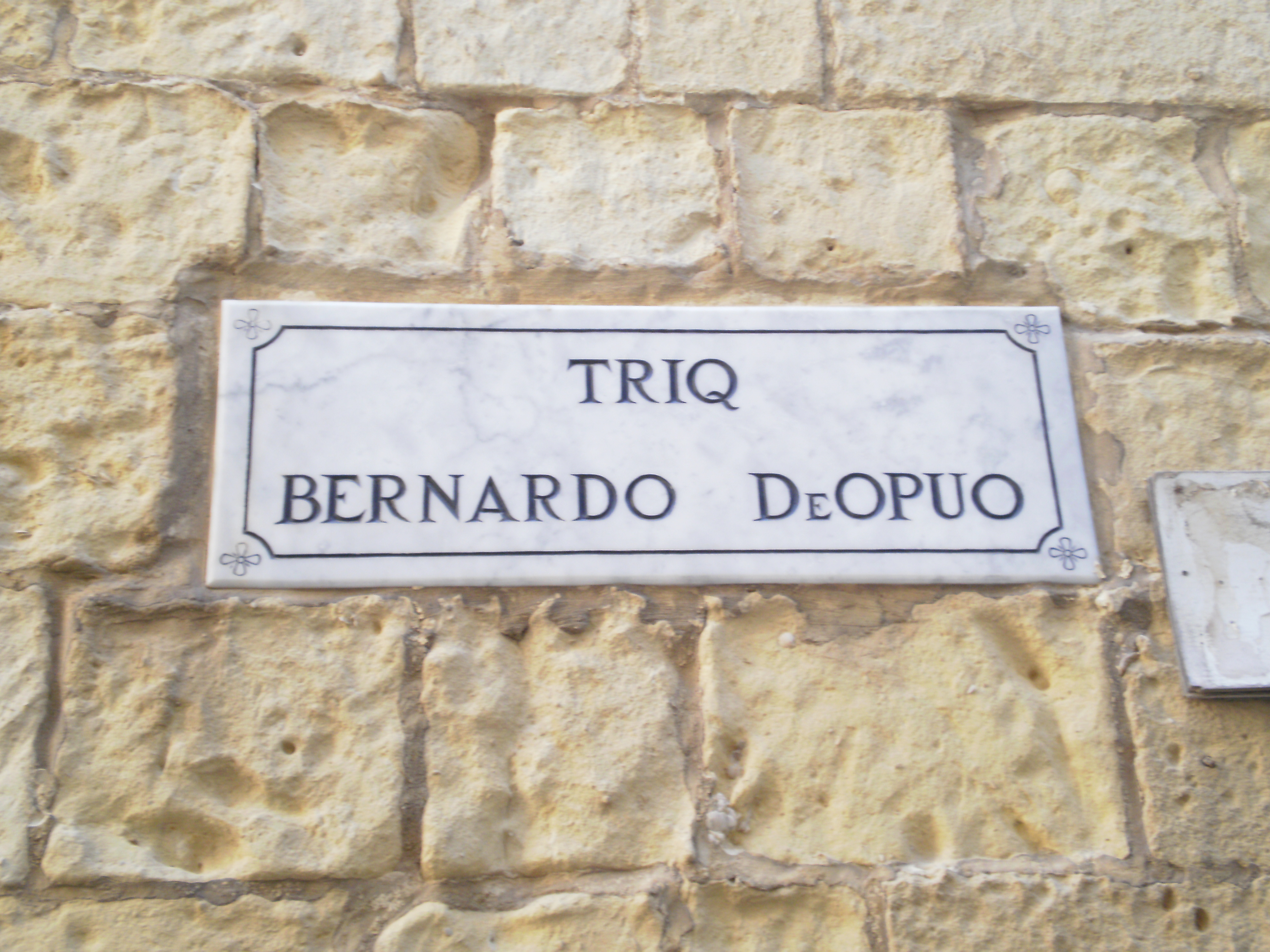
Ulica w Cittadelli nazwana imieniem Bernardo Dupuo.

Legenda mówi, że jeden z obrońców, Bernardo Dupuo (znany też jako Bernardo da Fonte lub Bernardo de Opuo), kiedy muzułmanie zdobyli mury, uśmiercił swoją żonę i dwie córki, wybierając dla nich śmierć, niż hańbę i niewolę, sam walczył dzielnie, zanim został zabity przez najeźdźców. W mieście nazwano ulicę jego imieniem, a na domu, w którym mieszkał znajduje się tablica, upamiętniająca jego śmierć.

## Konsekwencje najazdu
Ponieważ jedynie kilkoro chrześcijan pozostało na Gozo, Zakon zachęcał rodziny z Malty do zaludniania wyspy. Lecz minęło około 150 lat, zanim populacja na Gozo wróciła do poziomu sprzed 1551 roku. Jedynie kilku mieszkańców Gozo zdołało wykupić się z niewoli, jak notariusz Lorenzo de Apapis, który powrócił na Gozo w 1554 roku.
W następstwie ataku Zakon powołał komisję, złożoną z inżynierów Leone Strozziego oraz Pietro Pardo, aby sprawdzili fortyfikacje wysp maltańskich i przedstawili sugestie ich ulepszenia. Wielki Mistrz Juan de Homedes podniósł podatki i wzmocnił straże nadbrzeżne (zwane Dejma). Bazując na zaleceniach komisji Strozziego i Pardo, w celu lepszej ochrony Grand Harbour zbudowano Fort Saint Michael oraz Fort Saint Elmo. Bastiony w Birgu i Mdinie zostały wzmocnione, oraz zbudowano fortyfikacje Senglei.
Niepowodzenie zdobycia wysp maltańskich w 1551 roku było jednym z powodów powtórnej inwazji tureckiej w 1565 roku. Dwa następne bezskuteczne ataki na Gozo miały miejsce w latach 1613 i 1709.
Podczas inwazji na Gozo Turcy bezpowrotnie zniszczyli archiwa Università (lokalnej rady mieszkańców). Jedynymi zachowanymi do dziś, a powstałymi przed 1551 rokiem, zapisami dotyczącymi Gozo, jest kilka dokumentów w Archiwum Notarialnym, oraz w archiwum w Palermo na Sycylii.

## Dziedzictwo
W roku 1997 uczniowie klasy 5. San Andrea School odtworzyli historię inwazji. Powstał wtedy film wideo, zatytułowany A Tale of a Gozitan City (Opowieść o mieście na Gozo). Uczniowie grali role najeźdźców tureckich, rycerzy Zakonu oraz maltańskich wieśniaków, a film powstał na szkunerze Charlotte Louise.
31 lipca 2009 roku, na Saint Michael’s Bastion w Cittadelli, zrealizowany został przez Din l-Art Ħelwa musical, oparty na historii inwazji. Koncentrował on się na legendzie o Don Bernardo de Opuo.
W roku 2013, w ogrodach Villa Rundle w Victorii na Gozo odsłonięty został pomnik, upamiętniający inwazję.
Inwazja na Gozo została znacząco przedstawiona w książce Dorothy Dunnett, wydanej w roku 1966, The Disorderly Knights, części fabularyzowanej serii Lymond Chronicles.